# Siemyśl
Siemyśl (deutsch Simötzel) ist ein Dorf in der polnischen Woiwodschaft Westpommern und gehört zum Powiat Kołobrzeski (Kreis Kolberg).
Die Gmina Siemyśl ist eine Landgemeinde, die ihren Sitz in dem Dorf hat.

## Dorf Siemyśl (Simötzel)

### Geographische Lage
Das Dorf liegt in der Region zwischen Rega und Persante (Parsęta) inmitten des Städtevierecks Kołobrzeg (Kolberg), Białogard (Belgard a.d. Persante), Gryfice (Greifenberg i. Pom.) und Trzebiatów (Treptow a.d. Rega).
In dem Dorf treffen sich zwei Nebenstraßen: Die eine führt von dem nördlich gelegenen Roscięcino (Rossenthin, an der Woiwodschaftsstraße 162) in südliche Richtung nach Rymań (Roman, an der Landesstraße 6), die andere führt von dem westlich gelegenen Kędrzyno (Gandelin, an der Woiwodschaftsstraße 102) in südöstliche Richtung nach Dębica (Damitz, ebenfalls an der Landesstraße 6).
Ein Bahnanschluss besteht seit 1989 nicht mehr.

### Geschichte
Das Dorf wurde im Mittelalter in der Form eines Angerdorfes angelegt. 1297 wurde es unter dem Namen Zimoitzel urkundlich erwähnt. Im 15. Jahrhundert erscheint das Dorf zunächst als Lehen der Familie Manteuffel, die das Dorf in zwei Schritten 1439 und 1456 an geistliche Spitäler in Kolberg verkaufte. Nach der Reformation zog die Stadt Kolberg den geistlichen Besitz ein; Simötzel kam so unter städtische Verwaltung.
Das Gut in Simötzel wurde 1858 von der Stadt Kolberg in Privatbesitz verkauft. 1879 wurde das Gut weitgehend aufgesiedelt, das verbleibende Restgut dann 1896. Im 19. Jahrhundert bestand zunächst ein eigener Gutsbezirk neben der Landgemeinde Simötzel, der nach der Aufsiedlung 1879 in die Landgemeinde eingegliedert wurde. Im 19. Jahrhundert entstand im Osten der Gemarkung Simötzel eine Gruppe von Abbauten unter dem Namen Wilhelmsberg, anfangs Simötzelsche Katen genannt.
1928 wurde im Zuge der Auflösung der Gutsbezirke in Preußen der benachbarte Gutsbezirk Trienke in die Landgemeinde Simötzel eingegliedert. Vor 1945 gehörte Simötzel zum Landkreis Kolberg-Körlin im Regierungsbezirk Köslin der preußischen Provinz Pommern. Die Gemeinde war mit Neurese (heute polnisch: Unieradz) und Nessin (Nieżyn) in den Amts- und Standesamtsbezirk Neurese eingegliedert. Im Jahre 1925 waren hier 907 Einwohner registriert, deren Zahl bis 1933 auf 1238 anstieg und im Jahre 1939 noch 1142 betrug.
Gegen Ende des Zweiten Weltkriegs wurde die Region im Mai 1945 von der Roten Armee besetzt. Anschließend wurde der Ort zusammen mit ganz Hinterpommern Teil Polens. Die deutsche Bevölkerung wurde in der Folgezeit vertrieben. 1945 kam Simötzel unter der Bezeichnung Siemyśl zu Woiwodschaft Koszalin, seit 1999 zur Woiwodschaft Westpommern. In dem Ort leben heute 510 Einwohner. Eine Gedenktafel erinnert seit 2006 an die ehemaligen deutschen Einwohner. Das Dorf ist Sitz und namensgebender Ort der Landgemeinde Siemyśl.

### Kirche

#### Kirchspiel/Pfarrei

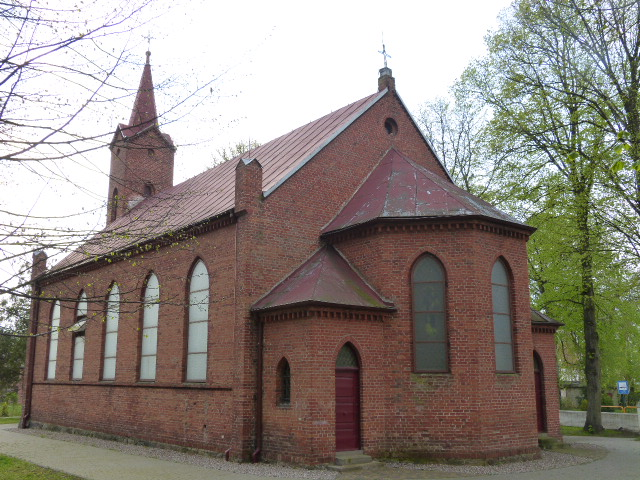
Kirche in Siemyśl

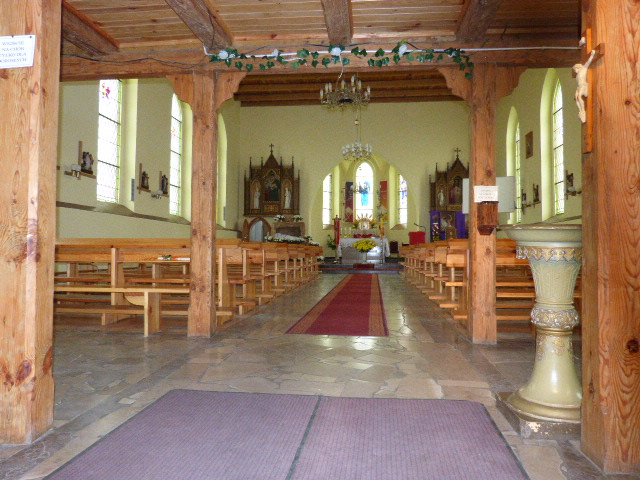
Kirche, Innenansicht

Die Siemyśler Dorfkirche stammt aus dem Jahre 1866, doch war der Ort schon zu Zeiten der Reformation Sitz einer Pfarrei.
Vor 1945 war der überwiegende Teil der Einwohnerschaft von Simötzel evangelischer Konfession. Zusammen mit den Filialkirchen Neurese (heute polnisch: Unieradz) und Nessin (Nieżyn) bildete es das Kirchspiel Simötzel, das zum Kirchenkreis Kolberg im Ostsprengel der Kirche der Altpreußischen Union gehörte. Die Pfarrei war patronatsfrei und zählte 1940 insgesamt 1502 Gemeindeglieder.
Seit 1945 lebt in Siemyśl eine überwiegend katholische Bevölkerung. Das Gotteshaus wurde zugunsten der katholischen Kirche enteignet und erhielt am 26. Dezember 1945 eine erneute Weihe mit der Namensgebung Kościół św. Stanisława Kostki (Stanislaus-Kostka-Kirche). Seit dem 18. Oktober 1957 ist Siemyśl auch wieder Sitz einer Pfarrei, zu der die Filialkirchen Nieżyn (Nessin) und Trzynik (Trienke) gehören. Sie liegt im Dekanat Gościno (Groß Jestin) im Bistum Köslin-Kolberg der Katholischen Kirche in Polen und zählt 209 Pfarrkinder.

### Persönlichkeiten: Söhne und Töchter des Ortes
- Hans von Leyser (1855–1928), preußischer Generalleutnant

## Gmina Siemyśl

### Allgemeines

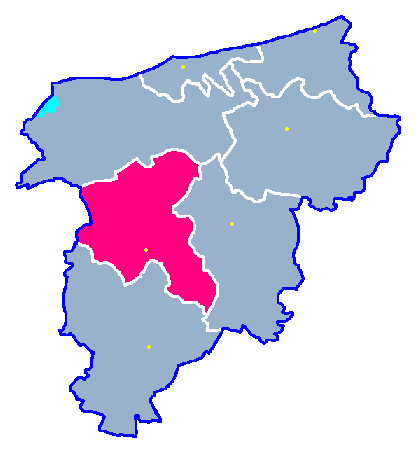
Die Gmina Siemyśl innerhalb des Powiat Kołobrzeski

Die Landgemeinde Siemyśl umfasst eine Fläche von 107 km², was 14,8 % der Gesamtfläche des Powiat Kołobrzeski entspricht, in dessen Gebiet sie liegt. In der Woiwodschaft Westpommern nimmt sie flächenmäßig von 114 Gemeinden die 94. Stelle ein. Auf die Einwohnerzahl bezogen steht sie – mit 3700 Bürgerinnen und Bürgern – an 100. Stelle.
Nachbargemeinden von Siemyśl sind:
- im Powiat Kołobrzeski (Kreis Kolberg): Gościno (Groß Jestin), Kołobrzeg (Kolberg) und Rymań (Roman),
- im Powiat Gryficki (Kreis Greifenberg i. Pom.): Brojce (Broitz) und Trzebiatów (Treptow a.d. Rega).

Im gesamten Gemeindegebiet gilt die einheitliche Postleitzahl 78-123.

### Gemeindegliederung

Die Ortsteile („Schulzenämter“) der Gmina Siemyśl

In der Gmina Siemyśl sind 17 Ortschaften zusammengeschlossen, die elf Ortsteilen („Schulzenämtern“) zugeordnet sind:
- Ortsteile:

| - Białokury (Baldekow) - Byszewo (Büssow) - Charzyno (Garrin) - Kędrzyno (Gandelin) - Morowo (Mohrow) - Niemierze (Nehmer) | - Nieżyn (Nessin) - Siemyśl (Simötzel) - Świecie Kołobrzeskie (Schwedt) - Trzynik (Trienke) - Unieradz (Neurese) |

.
- Übrige Ortschaften: Grabowo (Stubbenberg), Izdebno (Justinenthal), Mącznik (Alte Mühle), Paprocie (Elisenhof), Wątłe Błota (Wilhelmsberg), Wędzice (Vandüz) und Wszemierzyce (Marianówek, Marienhof).

Im Gemeindegebiet liegen ferner die mittelalterliche Dorfwüstung Zabow, die neuzeitliche Hofwüstung Pottberg und die ehemaligen Wohnplätze Forsthaus Trienke und Schäferei Trienke.

### Verkehr

#### Straßen
Landesstraßen und Woiwodschaftsstraßen führen nicht durch das Gemeindegebiet, aber dicht daran vorbei:
- Die Landesstraße 6 im Süden,
- die Woiwodschaftsstraße 102 im Norden und
- die Woiwodschaftsstraße 162 im Osten.

#### Schienen
Eine Bahnanbindung besteht seit 1989 nicht mehr. Damals wurde die seit 1895 bestehende Kleinbahnlinie Kolberg – Regenwalde stillgelegt, die vor 1945 von der Kolberger Kleinbahn, danach von der Polnischen Staatsbahn (PKP) betrieben worden war. An dieser Strecke lag – als einzige Bahnstation der heutigen Gmina Siemyśl – der Haltepunkt Trienke (heute polnisch: Trzynik).

### Partnergemeinde
Die Gmina Siemyśl pflegt ein Partnerschaftsverhältnis zur Gemeinde Liepe in Brandenburg (Deutschland).